# Macronyssidae
Famille
Les Macronyssidae sont une famille d'acariens de l'ordre des Mesostigmata. Elle contient 26 genres et 130 espèces.

## Classification
- sous-famille Macronyssinae Oudemans, 1936
  - Macronyssus Kolenati, 1858 (synonymes : Hirtesia Fonseca, 1948, Langeonyssus Grokhovskaya & Nguen-Xuan-Hoe, 1961 et Lepronyssus Kolenati, 1858)
  - Ophionyssus Mégnin, 1883 (synonyme : Sauronyssus Sambon, 1928)
  - Pellonyssus Clark & Yunker, 1956
  - Steatonyssus Kolenati, 1858
    - Steatonyssus (Steatonyssus) Kolenati, 1858
    - Steatonyssus (Steatonyssella) Till & Evans, 1964
- sous-famille Liponyssinae Ewing, 1923 (synonymes : Bedellonyssinae Zemskaya, 1955 et Ornithonyssinae Lange, 1958)
  - Bdellonyssus Fonseca, 1941
  - Chiroptonyssus Auguston, 1945
  - Hirstesia Fonseca, 1948
  - Kolenationyssus Fonseca, 1948
  - Liponyssus Kolenati, 1858
  - Neoichoronyssus Fonseca, 1941
    - Neoichoronyssus (Neoichoronyssus) Fonseca, 1941
    - Neoichoronyssus (Patrinyssus) Wharton, 1950

  - Neoliponyssus Ewing, 1929
  - Ornithonyssus Sambon, 1928 (nouveau nom de Leiognathus Canestrini, 1884 préoccupé par Leiognathus Lacepède, 1802, un genre de poissons) (synonymes : Cryptonyssus Radovsky, 1966, Fonsecanyssus Radford, 1950, Lepronyssoides Fonseca, 1941, Macronyssoides Radovsky, 1966, Megistonyssus Radovsky, 1966 et Parasteatonyssus Radovsky, 1966)
  - Radfordiella Fonseca, 1948
- sous-famille indéterminée
  - Arachnyssus Ma Liming, 2002
  - Argitis Yunker & Saunders, 1973
  - Chiroecetes Herrin & Radovsky, 1974
  - Coprolactistus Radovsky & Krantz, 1998
  - Glauconyssus Uchikawa, 1991
  - Lepidodorsum Saunders & Yunker, 1975
  - Mitonyssoides Yunker, Lukoschus & Giesen, 1990
  - Mitonyssus Yunker & Radovsky, 1980
  - Nycteronyssus Saunders & Yunker, 1973
  - Oudemansiella Fonseca, 1948
  - Parichoronyssus Radovsky, 1966
  - Synasponyssus Radovsky & Furman, 1969
  - Trichonyssus Domrow, 1959